# Municipalità di TetriTsqaro
La municipalità di TetriTsqaro (in georgiano თეთრიწყაროს მუნიციპალიტეტი?) è una municipalità georgiana di Kvemo Kartli.
Nel censimento del 2002 la popolazione si attestava a 25.354 abitanti. Nel 2008 il numero risultava essere 25.800.
La cittadina di Tetri Tsqaro è il centro amministrativo della municipalità, la quale si estende su un'area di 1.175 km².

## Popolazione
Dal censimento del 2002 la municipalità risultava costituita da:
- Georgiani, 74,03%
- Armeni, 10,38%
- Azeri, 6,47%
- Greci, 5,05%
- Russi, 2,72%
- Osseti, 0,81%

## Luoghi d'interesse
- Asureti
- Birtvisi
- Gudarekhi
- Marabda
- Partskhisi
- Poladauri
- Samshvilde
- Monastero di Pitareti
- Cattedrale di Manglisi
- Parco nazionale di Algeti